# Cent iardes enllà
"Cent iardes enllà" (títol original en anglès "A Hundred Yards Over the Rim") és el vint-i-tresè episodi de la segona temporada, i el 59è total de la sèrie de televisió d'antologia La Dimensió Desconeguda. Es va emetre originalment el 7 d'abril de 1961 a CBS. Ha estat doblat al català i emès per TV3. L'episodi va ser escrit pel creador de la sèrie i showrunner Rod Serling. Va ser dirigit pel cineasta Buzz Kulik, i es va rodar en pel·lícula, a diferència dels episodis posteriors de Trucada a llarga distància. Aquesta va ser la primera de dues aparicions a La Dimensió Desconeguda de Cliff Robertson, la segona va ser a l'episodi de 1962 "The Dummy".

## Narració d'obertura
| « | L'any és 1847, el lloc és el territori de Nou Mèxic, la gent és un petit grapat d'homes i dones amb un somni. Fa onze mesos, van començar des d’Ohio i es van dirigir cap a l'oest. Algú els va parlar d'un lloc anomenat Califòrnia, d'un sol càlid i un cel blau, de terra rica i aire fresc, i en aquest moment, gairebé un any després, no han vist més que fred, calor, esgotament, fam i malaltia. Aquest home es diu Christian Horn. Té un fill moribund de vuit anys i una dona desconcertada, i és l'únic que li queda, fins i tot un fragment del somni. El Sr. Chris Horn, que passa per la part superior d'una vora per buscar aigua i subsistència i en un moment es traslladarà a la Dimensió Desconeguda. | » |

## Argument
L'any 1847, Chris Horn era el líder d'una petita caravana de carros d'Ohio que intentava arribar a Califòrnia. La dona d'Horn i el seu fill petit, Christian, van en un dels carros coberts del grup. Christian està greument malalt i els altres li aconsellen a Horn que volen tornar enrere, ja que s'estan quedant sense provisions i no tenen medicaments per als malalts. Decidit a seguir endavant, Horn marxa sol cap a un turó proper, en una recerca desesperada d'aigua i subsistència.
En creuar la vora, Horn es troba de sobte al Nou Mèxic de 1961 i queda perplex en veure pals de telèfon, una carretera negra dura i un camió gran i ràpid que s'acosta a ell. Ensopega fora del camí, disparant accidentalment el seu rifle i tocant-li el braç. Arriba a una petita cafeteria i benzinera, propietat de Joe i Mary Lou. Joe li dóna aigua a Horn mentre Mary Lou s'encarrega de la seva lesió, oferint-li penicil·lina, que ella explica que evitarà la infecció. Li pregunten d'on és, curiós per la seva roba antiga i el seu rifle antic però aparentment nou. Tanmateix, no es creuen la seva història i el consideren mentalment inestable.
Joe truca a un metge local perquè vingui a comprovar en Horn. El metge el troba en forma i aparentment racional, amb només la inversemblança de la història de l'home que li dóna motius per pensar el contrari, i truca al xèrif local. Mentrestant, Horn ha trobat una enciclopèdia que conté una breu entrada biogràfica de "Horn, Christian Jr., M.D.", que va fer un gran treball amb les malalties infantils a la Califòrnia de finals del segle XIX. Horn conclou que aquest és el seu fill, i creu que l'han portat a aquest lloc per salvar-lo. Portant la penicil·lina amb ell, marxa i torna corrent cap a la vora.
El xèrif que arriba i Joe persegueixen Horn, que s'ensopega i deixa caure el seu rifle abans de tornar a córrer per la vora. Veu el carro on l'havia deixat, després mira enrere per sobre de la vora per trobar el territori inestable. Després de donar al seu fill una dosi de penicil·lina, Horn dirigeix el grup cap a una font d'aigua dolça que Joe havia esmentat i Califòrnia. Paral·lelament, Joe i el xèrif han tornat al cafè. Joe li diu a Mary Lou que en Horn simplement va desaparèixer i l'únic que van trobar va ser el rifle d'en Horn a terra on el va deixar caure. Mirant-ho, veuen que ara mostra els efectes de més de 100 anys d'exposició.

## Narració de cloenda
| « | Sr. Christian Horn, un dels homes que es van dirigir cap a l'oest durant una època en què no hi havia carreteres concretes ni el consol de la civilització. El senyor Christian Horn, família i grup, cap a l'oest, després d'una breu desviació cap a la Dimensió Desconeguda. | » |

## Repartiment
- Cliff Robertson com a Chris Horn
- John Crawford com a Joe
- Miranda Jones com a Martha Horn
- Evans Evans com a Mary Lou
- John Astin com a Charlie
- Edward Platt com a doctor

## Producció
El rodatge de les escenes del vagó a les dunes de sorra i a l'exterior del menjador de la carretera es va dur a terme a Olancha, Califòrnia a la vall d'Owens, situada a la ruta 395 dels Estats Units, a uns 300 km (190 milles). al nord de Los Angeles, adjacent a les muntanyes de la Sierra Nevada. Aquest és un dels dos episodis de Twilight Zone filmats en aquesta ubicació, l'altre és "El tercer més enllà del sol" (1960). La geografia distintiva de la zona d'Olancha també es va utilitzar per al rodatge d'ubicacions dels llargmetratges Tremors (1990), Bug' ' (2006) i Iron Man (2008).
Cliff Robertson, després d'haver fet la investigació, va escollir el vestit per ell mateix, sobretot perquè pensava que hauria estat exacte amb el que hauria portat algú d'Ohio al 1800, tot i ser molt incòmode. Buzz Kulik va desaprovar el vestit i van tenir una discussió que només es va resoldre a favor de Robertson quan van trucar a Rod Serling. Després de la filmació, la tripulació va acceptar que Robertson va fer la trucada correcta.